# Fengsuj
A fengsuj (hagyományos kínai: 風水, pinjin: fēngshuǐ, mandarin kiejtése: [fə́ŋʂwèi]) ősi kínai hagyományra alapuló áltudomány, mely önmeghatározása szerint az Ég és a Föld törvényszerűségeinek megfigyelésével és alkalmazásával segít az ember és a természet közötti összhang megvalósításában. A hagyományos fengsuj (feng shui) célja a legmegfelelőbb lakhely meghatározása a sikeres élethez a környező táj és terepformák elemzésével – a módszer a föld jellegzetességeinek megfigyelésén (相地, Hsziang-ti (Xiàngdi)) illetve a lakhelyek megfigyelésén (相宅, Hsziang-csaj (Xiàngzhái)) alapul. A környezet és a benne élő ember kölcsönhatásait, összefüggéseit írásban elsőként a Sárga Császár Klasszikusa a Lakhelyekről (黄帝宅经, Huangti Csajcsing (Huángdì Zháijīng)) című műben említik. A fengsuj (feng shui) elnevezés szó szerinti jelentésben „szél és víz” (feng (fēng) 風: szél; suj (shuǐ) 水: víz), amelynek magyarázata a Csin-kori (Jin-kori) Kuo Pu (Guo Pu) (i.sz. 276–324) művében, a Temetkezések könyvében található meg legkorábbról:

„A csi (qi) a széllel utazva szétszóródik, de a vizek partján megáll.

A régiek összegyűjtötték, nehogy szétszóródjon, rendezték áramlását, hogy megőrizzék azt.
Ezért ezt úgy hívták: fengsuj (feng shui) (szél és víz).

A fengsuj (feng shui) törvénye: Először gyűjtsd össze a vizet, majd óvd meg a széltől.””

Korábban, a Hadakozó fejedelemségek korában (i. e. 403-221) az elnevezése még Kan Jü (Kan Yu) (hagyományos kínai: 堪輿, egyszerűsített kínai: 堪舆) volt, amely az Ég és Föld törvényszerűségei szerinti életre utal (a Kan jelentése „az Ég útja”; a Jü (Yu) jelentése „a Föld útja”).

## Története

### Eredete
Habár jelenlegi alkalmazása más taoista hagyományos rendszerre is épül, kialakulása jóval megelőzi a taoizmusét. A jelenlegi kutatások szerint legkorábban a Jangsao (Yangshao) és a Hungsan (Hongshan) kultúrákban találták bizonyítékát a világegyetem és az ember kapcsolatának tanulmányozására és alkalmazására. A mágneses iránytű feltalálásáig a módszerek főként csillagászati megfigyelésekre épültek. 1988-ban a Honan (Henan) provinciában folytatott ásatások során derül fény arra, hogy a kőkori kínaiak már akkor igyekeztek a sírokat az égtájak illetve a főbb csillagképek (Nagygöncöl, Égszínkék Sárkány, Fehér Tigris) szerint kedvező módon elhelyezni és kialakítani. A hagyományos fengsuj (feng shui) alapelveiben máig őrzi ezen ősi módszer nyomait.
Egy i. e. 3000 körülire datált jáde leleten a hagyományos fengsuj (feng shui) ma is alkalmazott iránytűjén látható elemekre és elemzési formulákra kísértetiesen hasonlító kozmográfiára bukkantak Hansanban (Hanshanban).
A korai bronzkori palotáktól kezdve valamennyi kínai főváros fengsuj (feng shui) elvek szerint épült és rendezkedett be. Ezeket az építési szabályokat a Csou (Zhou)-korban (kb. i.e. 1066-221) írták össze végül a Kaokung Csi (Kaogong ji) (考工記 „Mesteremberek kézikönyve”). Az építők számára egy ács-kézikönyvben, a Lu Pan Csing (Lu Ban Jing) (魯班經 „Lu Pan klasszikusa”) c. műben foglalták össze az irányelveket. A temetőket és sírhelyeket ugyancsak fengsuj (feng shui) alapján alakították ki. A legkorábbi feljegyzések szerint a sírokra gyakran az élők lakhelyeire használt kifejezéssel (宅 csaj (zhái)) utaltak, valószínűleg a holtak lakhelyeinek tekintették azokat és alapjában véve nem tettek különbséget. Ez egészen az Öt dinasztia korszakáig (i. sz. 907–960) így volt, de akkortól a fengsuj (feng shui) különvált az élők lakhelyének (阳宅風水, Jang Csaj Fengsuj (Yang Zhai Feng Shui)) és a holtak békés nyughelyének (阴宅風水, Jin Csaj Fengsuj (Yin Zhai Feng Shui)) tanulmányozására irányuló módszerekre. Prof. Vang Csi-Heng (Wang Qi-Heng) 王其亨 szerint a kedvező sírhely kiválasztásának valódi célja az volt, hogy a leszármazottak megfelelőképp kifejezhessék az őseik iránti hódolatukat és cserébe nem vártak el semmit. Őseikhez illő, tiszteletteljes kegyhelyet igyekeztek kialakítani ezzel, ahogyan a konfuciuszi gyászszertartások előírják.
Az égi energiák földi hatásaira, illetve a nyolc égtáj felől érkező hatásokra vonatkozó megfigyeléseket a Tavasz-Ősz korszakig (i. e. 770 – i. e. 476.) visszanyúló Háztérképek az Öt Család számára (圖宅五姓, Tucsaj vuhszing (Túzhái wǔxíng)) avagy Lakóhelyek módszere az Öt Család számára (五姓宅法,, Vuhszing Csaj Fa (Wǔxíng Zhái Fǎ)) néven rendszerezték egykor, de ez már a Tang-korra elavulttá vált, a fengsuj (feng shui) jelentősen továbbfejlődött s különféle megközelítések születtek. például a Vej (Wei)-dinasztia uralkodása idején (i. sz. 386–538) a Nyolc Ház módszer (八宅法, Pacsaj Fa (Bāzhái Fǎ)), amely ma is nagy népszerűségnek örvend. A táj és a terepformák elemzésére és a kedvező helyek kiválasztására vonatkozó alapelveket elsőként a kései Han-korban (i. sz. 190-220) foglalták össze a Temetkezések klasszikusában (葬经, Cangcsing (Zàngjīng)). Mintegy száz évvel később, korának elismert tudósa, Kuo Po (Guo Pu) saját megfigyelései alapján kiegészített és letisztázott Temetkezések könyve (葬書, Cangsu (Zàngshū)) címen a Csienlung (乾隆, Qianlong) császár uralkodása idején összeállított legnagyobb kínai szöveggyűjteményben, a Négy Tárház Összes Könyvében (四庫全書, Szeku Csüansu (Sìkù Quánshū)). Azóta is ezt tekintik a hagyományos fengsuj (feng shui) legfontosabb alapművének. Ezt az eszmerendszert Vang Vej (Wang Wei) Kianghszi (Kiangxi) módszernek, Ting Zsuipu (Ding Juipu) pedig 形勢派 Hszingsi Paj (Xíngshì Pài) néven nevez, amit a nyugatiak tévesen „forma iskolaként” emlegetnek. Azért téves az „iskola” elnevezést használni, mert nem a fengsuj (feng shui) különálló ágazatáról vagy intézményéről van szó, hanem a kifejezetten a formákra vonatkozó megfigyelések, tanítások rendszerezett összességéről. Azok, akik ismerték a teljes képet, együtt alkalmazták a nyugati világban „iránytű iskolaként” elhíresült, az időszerűséggel foglalkozó és a csi (qi) mintázataira vonatkozó tanításokkal, amelyet Vang Vej (Wang Wei) az Ősök csarnokának nevez, Ting Zsuipu (Ding Juipu) pedig 理氣派 Licsi Paj (Lǐqì Pài) kifejezéssel illet. Az nyugati elnevezésbeli megkülönböztetés már csak azért is téves, mert mindkettőnél használhatnak iránytűt. Azok, akik csak az egyik „iskola” tanításait ismerték, hiányos és pontatlan elemzéseket állítottak fel. Számos eszmerendszer létezett a történelem során, többségük csak a fengsuj (feng shui) tanainak egy részét ismerte. A XIX. században Sen Csu Zseng (Shen Zhu Reng) 沈竹礽 mester – a XVII. századi Csiang Ta Hong (Jiang Da Hong) 蔣大鴻 nagymester tanításaiból kiindulva – összhangba hozta a különböző elméleteket a Hszüan Kong Paj (Xuan Kong Pai) égisze alatt a Hszüan Kong Mi Csi (Xuan Kong Mi Zhi) (玄空秘旨 Az Idő és Tér titkainak bölcsessége), illetve Sen Si Hszüan Kong Hszüe (Shen Shi Xuan Kong Xue) (沈氏玄空學 Shen mester Idő-Tér tanulmánya) című klasszikus műveiben.

### Korai eszközök és módszerek
A hagyományos fengsuj (feng shui) több mint 3500 évet ölel fel a mágneses iránytű feltalálását megelőzően. Alapvetően csillagászati és kozmológiai megfigyelésekből ered. Mondák alapján és régészeti leletekből következtetünk az őstörténeti időszakra, amikor a vándorló törzsek főleg jóslással, jóscsontok használatával kerestek megfelelő helyet a letelepedéshez. Az ősi fengsuj (feng shui) mesterek koruk nagyra becsült tudósaiként az uralkodók szolgálatában álltak. Elsősorban a paloták, szentélyek és a sírok helyének kijelölése volt a fő feladatuk, de a hadászat területén is stratégiai jelentőségű számításokkal szolgálták a császárt.
Az i. e. 130 körül megtalált, ősi szertartások leírását tartalmazó Csou (Zhou) rítusai (周禮, Csouli (Zhōulǐ)) szerint a fengsuj (feng shui) mesterek kezdetben gnómont használtak méréseikhez. A kínaiak a cirkumpoláris csillagok alapján tájolták észak-déli irányba a településeiket. Paul Wheatley megfigyelte, hogy olykor egyszerűen megfelezték a felkelő és lenyugvó nap pályája által bezárt szöget, hogy meghatározzák az északi irányt. A fengsuj (feng shui) mérőeszköz helyes beállításához alkalmazójának meg kellett vizsgálnia az adott időpontra vonatkozó égi jelenségeket is.
Lu Pan (Ban) 魯班 (i. e. 507 - 440) Lu tartományában élt kivételes kézügyességű ácsmester (aki egyben fengsuj (feng shui) mester is volt) találta fel az ma „fengsuj (feng shui) vonalzóként” ismeretes távolságmérő eszközt. Követői készíthették fából, vasból, rézből, s különféle méretben, felosztással és funkciójától függően más-más elnevezéssel – összefoglaló nevük: „Lupan mércefajtái” (魯斑尺式, Lupan Csesi (Lǔbān chǐshì)). Először kizárólagosan az ajtók méreteinek kedvező kijelölésére használták, majd a Ming-dinasztia (i. sz. 1368-1644) idején általánosan elterjedt az ács szakmában és a fengsuj (feng shui) mesterek körében.
A Temetkezések könyve utalást tesz két másik, jádekőből készült mérőeszközre is: „Földmérővel (土圭, tukuj (tǔguī)) mérik az irányokat, jáde-mércével (玉尺, jücse (yùchǐ)) mérik a távolságokat.” A földmérő egy jádetáblára helyezett iránytű volt.
A jelenleg használatos mágneses iránytű legkorábbi fennmaradt őse i. e. 83-ból való, de már i. e. 200-ból vannak rá utalások: egy négyszögletes, az elemzést segítő jelekkel ellátott táblából  és az arra helyezett, mágnesvasércből készített fémkanálból állt, amely helyes működés közben mindig délre mutatott, így neve 指南針 csenan csen (zhǐnán zhēn), „délre mutató tű” volt. Az északi tájolású nyugati változatoktól eltérően a kínai klasszikus iránytűk mindig is dél felé mutattak, ahogyan a térképeken is az volt a fő irány. Ezt a kezdeti változatot fejlesztették az idők során, bővítették segédjelöléseit, míg végül kialakult a négyszögletes alaptábla közepén elhelyezett mágnestű körüli 4-40 koncentrikus gyűrűből álló luopan (luópán) (罗 盘). A gyűrűk a 8 trigrammot, az 5 változó állapotot, a 9 Luo Su (Shu) számot (avagy repülő csillagot), 28 csillagképet és még számos más útmutató szimbólumot tartalmaznak.

## Alapelvek és alapfogalmak

### Csi(Qi)
A 氣 csi (qi) világegyetemet mozgató és lélekként átható életenergia; írásjegye az áramló levegőt illetve az élet jelének tekintett lélegzetet ábrázolja. Minden létezőt alkotó és tápláló erőt képvisel, valamennyi jelenségben tetten érhető, kapcsolatot teremt az anyagi (látható) és nem-anyagi (nem látható) világ között, a létezés mozgatója. Folyamatosan változik, és mindent összeköt. A japánoknál ki, az indiaiaknál prána, a görögöknél pneuma, a hébereknél ruah, az egyiptomiaknál ankh, a havaiiaknál tane, az ausztrál őslakóknál arunquiltha, az irokézeknél orenda a megfelelője.

### A Három Erő
A Három Erő (三才 Szan Caj (Sān Cái)) a világegyetemet betöltő természeti erők kölcsönhatásait és az általuk képviselt lehetőségeket jelöli az Ég, a Föld és a köztük élő Ember kapcsán. Rendre megnyilvánul égi, földi és emberi csí (qi) formájában.
Az égitestek (Nap, Hold, csillagok), az időjárási jelenségek és az időszerűség energiája jelenti az Égi Csí (Qi) (天氣, tien csi (tiān qì)), amely napfény, holdvilág, villámok, csapadék, kozmikus sugárzások formájában jut le a földre. Ide tartozik a Hold hatása az apályra és a dagályra, a szelek és viharok környezetformáló hatásai, és a mindenütt jelenlévő, de az égitestek mozgásától függő időtényező is. Az idő ember- és világformáló hatását mondják még sorsnak vagy végzetnek is számos kultúrákban, és különféle csillagjóslási, asztrológiai módszerekkel igyekeznek összhangban élni vele, elkerülni a csapásait s kihasználni előnyeit.
Az égi csí (qi) alatt, annak részeként található a Földi Csí (Qi) (地氣 , ti csi (dì qì)), amely változatos tájként (hegyekként, völgyekként, vizekként, sivatagokként, és síkságokként), illetve természetes vagy mesterséges építményekként nyilvánul meg. Az égi csí (qi) irányítja és befolyásolja. Ha kibillen az egyensúlyából, földrengések, vulkánkitörések és más természeti csapások történhetnek. A fengsuj (feng shui) ezt a földi erőt ill. csí (qi)t tanulmányozza, és igyekszik megtalálni a harmóniát a másik kettővel, ezért is nevezték régen a fengsuj (feng shui) mestereket földjósoknak vagy földtudósoknak (地理師, ti li si (dì lǐ shī)).
A földi csin (qi-n) belül minden embernek, állatnak, és növénynek megvan a maga csi (qi)-mezeje, amely a természet adta lehetőségeit képviseli, megszabja tehetségét, képességeit és korlátait. Ha bármi elveszíti az egyensúlyát, megbetegszik, előbb-utóbb pedig meghal és lebomlik. Minden természeti dolog, beleértve az embert is, az égi és a földi csi (qi) természetes ciklusain belül növekszik és annak hatása alatt áll. Az Emberi Csí (Qi) (人氣, zsen csi (rén qì)) megkülönböztetik a növényi és az állati csi (qi)től. Döntéseink, cselekedeteink, táplálkozásunk mind hatással van az emberi csi (qi)nkre, így lehetőségeinkre is.

### Jin(Yin)ésJang(Yang)
E két pólus – „pozitív” és „negatív” – közti feszültség a világegyetem, az élet mozgatója, a mindent átható rezgés, ami által, és amiben éljük mindennapjainkat. A fengsuj (feng shui) feladata, hogy a minket körülvevő környezetben megteremtse ezek egyensúlyát, összhangját.

### Az öt változó állapot
Ősi kínai viszonyrendszer, amely a világegyetemben lezajló folyamatokat és kölcsönhatásokat modellezi a természetben megfigyelhető alapjegyekkel. Öt elem néven is ismert, de helyesebb rá alkalmazni az öt átmenet avagy öt változó állapot (五行, vuhszing (wŭxíng)) kifejezést. A csi (qi) ötféle minőségét (fa, tűz, föld, fém, víz) is jelképezi, lehet jin (yin) és jang (yang) jelleg szerint osztályozni az egyes állapotokat (fa, tűz, föld: jang (yang); fém, víz: jin (yin)). Ezek nem azonosak az indiaiak öt őselemével (fa, tűz, föld, levegő, éter), amik a világegyetemet alkotó anyagi szubsztanciákat, ősprincípiumokat jelölik, nem pedig változásokat. Az öt átmenet ad életet minden létezőnek, összegyűlik és hegyekké, vizekké sűrűsödik. Az első magyarázata szerint természetes folyamatokként kell értelmezni, mint például lecsurgó víz, fellobbanó tűz, meghajló fa, olvadó fém és halmozódó föld. A Han-korra már a qi öt állapotát jelentette; a fogalmat hasonlóként értelmezték, mint a víz halmazállapot-változásait.

### Nyolc trigramm
A Változások könyvének (移經, Ji Csing (Yí Jing)) alapját is képező nyolc trigramm (八卦, pa kua (bā guà)) eredete valamely mondabeli lény testén felfedezett sötét és világos pontokból álló mintázat. A legendák szerint Fu Hszi (Fu Xi) (i.e. 3000 körüli törzs vagy annak vezetőjének neve) a Sárga-folyóból felbukkanó sárkányló hátán látta meg a Ho Tu (He Tu) ábrát, amely az világegyetem mozdulatlan egyensúlyi állapotát jelképezi a nyolc trigramm korai vagy Ég előtti sorrendjével (先天八卦, hszien tien pa kua (xiān tiān bā guà)); az egymással szemben álló trigrammok egymás tökéletes kiegészítései. Egy másik legenda szerint a Luo folyóból kiemelkedő óriási teknős páncéljának mintázatában vélte felfedezni a Nagy Yü (a taoista panteon egyik jelentős alakja, a folyók szabályozója) a nyolc trigramm késői vagy Ég utáni sorrendjét (後天八卦, hou tien pa kua (hòu tiān bā guà)), amely a világmindenséget működés közben jelképezi; a trigrammok az óramutató járásának megfelelően a természet rendje szerint követik egymást. A Luo Su (Shu) ábrája alapján a nyolc égtájnak megfeleltetett nyolc trigramm szerint végzik az elemzést, az ábra középpontját a vizsgált hely gravitációs középpontjára helyezve, a teret nyolc részre osztva. Ezek azonban nem a népszerű fengsuj (feng shui)ból ismert négyzetes felosztású életterületek, hanem (többnyire szabályos, 45 fokos szöget bezáró) nyolcadok; ráadásul a hagyományos fengsuj (feng shui) azokénál sokkal összetettebb, matematikai és metafizikai összefüggéseken alapuló jelentéspárosításokat alkalmaz.

## Klasszikus megközelítések

### Hszingsi Paj(Xingshi Pai)(„Forma iskola”)
Egy adott hely külső és belső környezetének vizsgálatára vonatkozó tanításokat takarja. Némelyik módszer iránytűt is alkalmaz. Elnevezése két kifejezésből áll, mindkettő formákra, alakzatokra utal. A 形 hszing (xíng) a konkrét terepformákat, alakzatokat jelenti, a 勢 si (shì) pedig a tájat, a terepviszonyokat, vagyis a különféle konkrét alakzatok elrendeződését takarja. „A csi (qi) kígyózva vonul keletről nyugatra vagy délről északra. Ezer lábnyira  még tájként érzékeljük, száz lábnyira konkrét formákként nyilvánul meg.” Fő célja az építésre illetve temetkezésre ideális hely (ún. sárkányvacok, 龍穴, lunghszüe (lóngxué)) meghatározása, amelyhez részletesen vizsgálták a megfelelő védelmet és táplálást nyújtó hegyeket és erővonalakat (ún. sárkányereket, 龍脈 lungmaj (lóngmài)), a vízáramlásokat, állóvizeket, ivóvízforrásokat, a talaj fajtáját és minőségét, az elhelyezkedési irányt. Jellemző rá az intuitív megközelítés, a megérzéseken és érzékszervi megfigyeléseken alapuló elemzés.
Alapvetően három fő alrendszerre osztható:
- Hegyvonulatok és hegyoldalak (巒頭派, Luan Tou Paj (Luán Tóu Pài))
- Alakzatok látképe (形象派 vagy 形像派, Hszing Hsziang Paj (Xíng Xiàng Pài))
- Alakzatok törvényszerűségei (形法派, Hszing Fa Paj (Xíng Fǎ Pài))

### Licsi Paj(Liqi Pai)(„Iránytű iskola”)
Egy adott helyre vonatkozó hatások időszerűségét és a megnyilvánuló csi (qi) jellegzetességeit, mintázatait (理氣, li csi (lǐ qì)) vizsgálja, főként az égi és földi jelenségek kölcsönhatásainak tanulmányozásával. Ezeknél a módszereknél már többnyire elengedhetetlen az iránytű alkalmazása. A nyolc irányból érkező csi (qi) egy pontban találkozik és oszlik szét a zárt térben, ezért a vizsgálat alapja a hely (épület) gravitációs középpontja. Jellemző rá az intellektuális megközelítés, az összetett számításokon, képleteken, és kísérleteken alapuló elemzés.
Főbb megközelítések:

#### Három Korszak Rendszer (三元派,Szan Jüan Paj(Sān Yuán Pài))
- Sárkánykapu Nyolc Törvénye (龍門八法, Lung Men Pa Fa (Lóng Mén Bà Fǎ))
- Idő-Tér rendszer (玄空派, Hszüan Kung Paj (Xuán Kōng Pài))
  - Repülő Csillag (玄空飛星, Hszüan Kung Fej Hszing (Xuán Kōng Fēi Xīng))
  - Nagy Hexagrammok (玄空大卦, Hszüan Kung Ta Kua (Xuán Kōng Dà Guà))

#### Három Összhang Rendszer (三合派,Szan Ho Paj(Sān Hé Pài))
- Nyolc Ház Fényes Tükre / Kelet-Nyugati rendszer / Változó Trigrammok (八宅明鏡, Pa Csaj Ming Csing (Bā Zhái Míng Jìng) / 東西四命, Tung Hszi Sze Paj (Dōng Xī Sì Mìng  Pài) / 移卦, Ji Kua (Yí Guà))
- Víz metódusok (河洛水法, Ho Luo Suj Fa (Hé Luò Shuǐ Fǎ))

## Újkori megközelítések és alkalmazások
Kína újkori történelmében nagy szerepet játszott a tömeges kivándorlás. A letelepedő kínai családok kulturális örökségük részeként ismertté tették a fengsuj (feng shui)t az amerikai kontinensen, ahonnan azután Európába is eljutott. Azonban a nyugati világban többé-kevésbé újjáalakultak a módszerek, a New Age irányzatok hatására egyfajta titokzatos varázsmutatványként robbantak be az amerikaiak életébe. Az évek során gyorsan népszerűvé vált, és elterjedt a világ többi részére is. Számos új megközelítés és eszmerendszer kapott szárnyra, átformálva s különféle egyéb praktikákkal ötvözve a nyugatra eljutott kínai hagyomány értékes morzsáit.
Legismertebb közülük a Thomas Lin Jun (Yun) által 1986-ban megalkotott Black Sect — más néven Black Hat Tantric Buddhist (BHTB) Feng Shui — irányzat, amely Magyarországon Háromajtós módszer vagy Bágua módszer néven terjedt el. Ennek azonban semmilyen írásos vagy régészeti bizonyítéka nincs Kínában, sem a fengsuj (feng shui), sem a Tantra, sem a kínai buddhizmus területén. Ez az iskola a hagyományos fengsuj (feng shui) alapelveit ötvözi a kínai népi hiedelmekkel és vallási tanokkal, valamint a professzor egyéni elképzeléseivel. Lényege, hogy különféle „transzcendentális” módszerekkel megfelelteti a ház egyes részeit bizonyos életterületeknek (család, karrier, gazdagság, szerelem stb.), és az elemzést a bejárat elhelyezkedésétől függően végzi el.

## Afengsuj(feng shui)hoz hasonló módszerek más kultúrákban
A Vasztu – avagy Marcus Schmieke újabb kori elnevezésével Vaszati – egy indiai eredetű módszer, amely az ember és környezete összhangjának megteremtését foglalja magába. Alapelveit a Szthapatja véda örökítette meg. A fengsuj (feng shui)tól eltérően itt nagyobb hangsúly helyeződik a vallási, lelki háttérrel. A legkülönbözőbb egyetemes törvényszerűségeket foglalja magában (gravitáció, energia-áramlás, a bolygók mozgása és hatása, az égtájak jellemző tulajdonságai, az öt alapelem: föld, tűz, víz, levegő és éter sajátosságai), amelynek az ősi indiai Védikus Írások istenségeivel és félisteneivel állnak szoros kapcsolatban. Mivel írásos emlékei, régészeti bizonyítékai régebbiek a fengsuj (feng shui)énál, némelyek úgy tartják, a kínaiak tőlük vették át a fengsuj (feng shui) alapjait, vagy legalábbis a vasztu nagy hatással volt a kínai építési műveltségre. Mindezt az Indiából elvándorolt buddhista szerzetesek közvetítésével magyarázzák, azonban a kínai klasszikusokból világosan kimutathatóak a fengsuj (feng shui) taoista elvekre (pl. Ji csing (Yi jing)) épülő, illetve a taoizmus kialakulása előtti időkre visszanyúló gyökerei.
Híres még a japán zen-kertrendezés is, amely a történeti feljegyzések szerint kínai alapokon nyugszik. Alapelveit egy XI. században élt arisztokrata, Tachibana no Toshitsuna 橘俊綱 (1028-94) foglalta össze kézikönyvében Sakuteiki 作庭記 címmel, amely máig meghatározza a japán kertművészet szabályait. A műben felismerhető a kínai fengsuj (feng shui) és a buddhista paradicsomi kertek tanításai.

## Ajánlott irodalom
Eredeti szöveg magyarul:
- Guo Pu: Temetkezések könyve (Zang shu), A fengshui legrégebbi kézikönyve a 4. századból. Fordította: Tokaji Zsolt, Fapadoskonyv.hu, Budapest 2011, ISBN 978-963-329-457-4

A Forma Iskola módszereihez:
- Eva Wong: Feng Shui, The Ancient Wisdom of Harmonious Living for Modern Times, Sambhala, 1996

A Nyolc Ház módszerhez:
- Dr. Jes. T. Y. Lim: Feng Shui és az egészség, Lunarimpex Kiadó, 2000
- Dr. Jes. T. Y. Lim: Feng Shui az irodában és az üzleti életben, Lunarimpex Kiadó, 2002
- https://web.archive.org/web/20121015043752/http://www.fengshui-kert.hu/ - Feng Shui Kert Magazin

A Hszüan Kung (Xuan Kong) módszerekhez:
- Elizabeth Moran, Master Val Biktashev, Master Joseph Yu: The Complete Idiot's Guide to Feng Shui, Pinguin Group, 2005
- Eva Wong: A Master Course in Feng Shui, Sambhala, 2001
- Raymond Lo: Feng Shui & a siker titka térben és időben, Első Magyar Feng Shui Centrum KFT., 2005
- http://www.fengshuihungary.hu/
- http://www.heluo.nl/